# Broods (EP)
Broods es el álbum EP debut del dúo originario de Nueva Zelanda, Broods, lanzado inicialmente en descarga digital el 31 de enero de 2014 en territorios específicos a través de Dryden Street, Island Records y Universal Music en Australia como el esfuerzo debut del dúo. Del EP fueron promocionado «Bridges» como primer sencillo del álbum, el cual se convirtió en un éxito top 10 en su natal Nueva Zelanda.  

## Recepción
Chris Schulz de The New Zealand Herald le dio a Broods cuatro estrellas y media de cinco, y elogió la calidad de la composición de las canciones.
Broods debutó en la posición #2 del New Zealand Albums Chart el 10 de febrero de 2014, debajo de Pure Heroine de Lorde. Alcanzó la posición #30 del Australian Albums Chart, y el #5 en el Heatseekers Albums, el #45 del Top Rock Albums y #164 Billboard 200 en Estados Unidos.

## Lista de canciones
- Todas las canciones son escritas por, Caleb Nott, Georgis Nott y Joel Little.[8]

1. «Never Gonna Change» - 4:11
2. «Pretty Thing» - 3:17
3. «Bridges» - 3:11
4. «Sleep Baby Sleep» - 3:00
5. «Taking You There» - 3:09
6. «Coattails» - 3:15

## Posicionamiento en las listas
| Listas (2014)                           | Posición |
| --------------------------------------- | -------- |
| Australia (ARIA)                        | 30       |
| Nueva Zelanda (Recorded Music NZ)       | 2        |
| Estados Unidos (Billboard 200)          | 164      |
| Estados Unidos (Top Heatseekers Albums) | 5        |
| Estados Unidos (Top Rock Albums)        | 45       |

## Historial de lanzamiento
| País            | Fecha                 | Formato          | Sello                                                                |
| --------------- | --------------------- | ---------------- | -------------------------------------------------------------------- |
| Australia       | 31 de enero de 2014   | Descarga digital | Dryden Street Island Records (Australia) Universal Music (Australia) |
| Nueva Zelanda   | 31 de enero de 2014   | Descarga digital | Dryden Street Island Records (Australia) Universal Music (Australia) |
| Japón           | 31 de enero de 2014   | Descarga digital | Polydor Records                                                      |
| Estados Unidos. | 4 de febrero de 2014  | Descarga digital | Polydor Records                                                      |
| Australia       | 14 de febrero de 2014 | CD               | Universal Music                                                      |
| Nueva Zelanda   | 14 de febrero de 2014 | CD               | Universal Music                                                      |